# Cultura sorda
Con l'espressione cultura sorda si intende il modo in cui le persone sorde rappresentano consapevolmente se stessi e il mondo in cui vivono, in tutti i campi artistici e culturali: cinema, teatro, arte e letteratura
Esisteva una piattaforma di video on demand, simile a Netflix o Prime Video, dei sordi, Mondaze.

## Cinema

### Italia
| Nome film              | Anno | Paese                 | Regia           | Regista sordo | Attore/i sordo/i |
| ---------------------- | ---- | --------------------- | --------------- | ------------- | ---------------- |
| Non voltarmi le spalle | 2006 | Italia                | Fulvio Wetzl    | No            | Si               |
| Maria                  | 2007 | Italia                | Antonio Bottari | Si            | Si               |
| Realtà                 | 2011 | Italia                | Antonio Bottari | Si            | Si               |
| Il garofano rosso      | 2013 | Italia                | Antonio Bottari | Si            | Si               |
| Tutta colpa di Freud   | 2014 | Italia                | Paolo Genovese  | No            | No               |
| Non abbandonare        | 2017 | Italia                | Antonio Bottari | Si            | Si               |
| Street Fighter Biker   | ?    | Italia                | Antonio Cannata | Si            | Si               |
| Rum                    | ?    | Italia                | Antonio Cannata | Si            | Si               |
| Il professionista      | ?    | Italia                | Antonio Cannata | Si            | Si               |
| Conto alla rovescia    | ?    | Italia                | Antonio Cannata | Si            | Si               |
| Fighter                | ?    | Italia                | Antonio Cannata | Si            | Si               |
| Driver                 | ?    | Italia                | Antonio Cannata | Si            | Si               |
| Sign Gene              | 2017 | Italia, Giappone, USA | Emilio Insolera | Si            | Si               |
| La cassaforte          | 2018 | Italia                | Marzia Lombardo | Si            | Si               |

### Mondo
| Nome film                              | Anno | Paese   | Regia             | Regista sordo | Attore/i sordo/i |
| -------------------------------------- | ---- | ------- | ----------------- | ------------- | ---------------- |
| La famiglia Bélier                     | 2014 | Francia | Éric Lartigau     | No            | No               |
| No Ordinary Hero: The SuperDeafy Movie | 2013 | USA     | Troy Kotsur       | Si            | Si               |
| Ascolta il tuo cuore                   | 2010 | USA     | Matt Thompson     | No            | No               |
| Love N' Dancing                        | 2009 | USA     | Robert Iscove     | No            | No               |
| Goodbye Mr. Holland                    | 1995 | USA     | Stephen Herek     | No            | Si               |
| Figli di un dio minore                 | 1986 | USA     | Mark Medoff       | No            | Si               |
| Il ragazzo selvaggio                   | 1970 | Francia | François Truffaut | No            | No               |
| CODA - I segni del cuore               | 2021 | USA     | Sian Heder        | No            | Si               |

## Telefilm e Trailer

### Italia
La Rai nel 2013 ha prodotto una seria televisiva di una sola puntata andata in onda L'amore è sordo.
Nel 2016, i ragazzi dell'associazione ENS di Genova hanno partecipato in qualità di attori al primo booktrailer al mondo recitato da attori Sordi. L'iniziativa, promossa da Simone Lanari, Presidente della sede ENS di Genova, ha previsto la messa in scena del romanzo thriller "Il peccato chiama peccato" di Isabella Pileri Pavesio, per la regia di Giovanna Fadda, attrice televisiva e fotografa cinematografica ( "La staffetta", il film; Fiction tv "Le Donne di Genova", Telegenova/F. Mortola- Mediaset) alla sua prima prova come regista. La breve pellicola, di forte impatto emotivo, si ricollega all'atmosfera noir del romanzo grazie al sapiente uso del bianco e nero e di effetti fotografici grunge in cui i colori prevalenti sono il nero ed il rosso ("Nero come la morte, rosso come il sangue", Inews Swiss- Zurigo, Svizzera).
In omaggio alla Cultura Sorda e agli esordi del cinema dei fratelli Lumiere, tutte le battute della pellicola sono scritte come nel cinema muto in appositi riquadri e solo mimate; il sottofondo musicale accompagna le immagini, tutte scattate con la macchina fotografica e montate come negli antichi film muti, senza l'uso di alcuna telecamera, per scelta della regista, fotografa cinematografica di professione, con l'intenzione di valorizzare il ruolo e la funzione della fotografia anche nel cinema. La pellicola, le cui scene ambientate a Zurigo sono state interamente girate in Svizzera grazie alla collaborazione con il Touring Club di Berna (R. Seghezzi), è stata presentata a Genova nel dicembre 2016 dall'associazione ENS alla presenza della regista Giovanna Fadda e dell'autrice del romanzo Isabella Pileri Pavesio, nonché degli attori Sordi che vi hanno recitato, con replica di presentazione prevista a Zurigo nel marzo 2017.
Si tratta del primo booktrailer al mondo recitato da attori sordi.

### Mondo
La serie televisiva più famosa è Switched at birth con protagonista Katie Leclerc e Vanessa Marano, in cui compare anche l'attrice sorda e vincitrice di un Academy Award Marlee Matlin.
Un'altra serie è Agente speciale Sue Thomas, che racconta le avventure di un personaggio realmente accaduto: Sue Thomas, che è una Sorda che divenne agente speciale del Federal Bureau of Investigation.
La serie Trauma Center ha uno dei personaggi privo del senso dell'udito; non si sa se la cosa sia voluta o se sia una coincidenza dal momento che l'attore che lo impersona, Lou Ferrigno, è effettivamente una persona parzialmente sorda.
Un episodio di Star Trek: The Next Generation fa allusione alla sordità; un personaggio mandato a chiamare per sedare una guerra tra due fazioni su un pianeta è sordo, o per meglio dire sordomuto; la cosa è voluta perché Howie Seago, l'attore che lo impersona, voleva che si facesse un episodio con un personaggio "non udente".

## Web series
In Spagna è stata realizzata la prima web serie Mírame cuando te hablo, nel 2014 con attori sordi e i dialoghi sono in lingua dei segni spagnola.
In Corea del Sud è stato realizzato un drama di 30 episodi, nel 2011 chiamato Can You Hear my Heart? - Listen to my Heart. i dialoghi sono in lingua dei segni coreana.

## Teatro

### Italia
In Italia, ci sono numerose compagnie teatrali, come il Laboratorio Zero e l'ex duo Diversamente comici.
La prima compagnia teatrale per sordi venne fondata nel 1957, a Milano, che diede vita a Compagnia Senza parole. Successivamente, in Sicilia, a Palermo venne fondata un'altra compagnia Il Ciclope del 1976. A Roma, nello stesso anno nacque la compagnia La Mandragola, che nel 1986 cambiò la denominazione in Laboratorio Zero. A Molfetta venne creata una compagnia teatrale dei sordi il Compagnia Padre Luigi Aiello. A Catania, in Sicilia, nel 1989 nacque il Teatro del Sole. Nel 1992, a Torino, venne fondata La maschera viva, un'altra compagnia teatrale della comunità dei sordi piemontesi. Nel 1995, su un'idea di un attore teatrale statunitense Clayton Valli, fondò la Deaf Pride Theatre. Nel 1997, a Trento, venne fondata il Gruppo Mimico Trentino. Infine, nel 1997 a Palermo, i due fratelli fondarono la compagnia Il Gabbiano. A Roma, in Lazio nel 2016 ha fondato la Compagnia “Arte&Mani – Deaf Italy” con lo scopo di portare avanti progetti di Teatro Sordo LIS, cioè di un teatro integrato sperimentale, basato su drammaturgie originali.

### Mondo
In Francia c'è la International visual theatre fondata da Emmanuelle Laborit. Negli Stati Uniti ci sono numerose compagnie teatrali, la più nota è la Deaf West Theatre.

## Fumetti

### Italia
In Italia hanno pubblicato un fumetto, Fratelli del Silenzio, su un personaggio realmente vissuto colui che ha fondato l'associazione storica dei sordi, Antonio Magarotto.

### Mondo
Occhio di Falco e Maya Lopez sono due personaggi sordi, nati dall'universo Marvel Comics.
Echo è cresciuta in un istituto per sordi dove ha imparato il linguaggio orale, cioè a leggere il labiale. Ha una memoria fotografica, una particolare caratteristica molto frequente nella comunità sorda. Secondo il quotidiano britannico, The Guardian, il personaggio rappresenta uno stereotipo della comunità sorda.
Nel 2012 Nelson Ribeiro creò un nuovo personaggio Blue Ear, per soddisfare suo figlio sordo, scritta da una lettera, che Marvel accolse per soddisfare i lettori con disabilità. Esiste un personaggio femminile supereroe sorda di nome Sapheara.

## Festival

### Italia
In Italia c'è il Cinedeaf, festival internazionale del cinema sordo fondato nel 2012.

### Mondo
Ci sono dei festival internazionali delle arti, dei teatri (VV), del cinema sordo (deafmovie) in vari Paesi. La più nota in Francia è il Festival Clin d'œil.

### Elenco
- Rome Deaf Film Festival ( Italia)
- Cinedeaf - Festival Internazionale del Cinema Sordo ( Italia)
- Clip d'Oeil ( Francia)
- Deaf Film & Arts Festival ( Regno Unito)
- Tokyo International Deaf Film Festival ( Giappone)
- Festival for Cinema of the Deaf ( Stati Uniti)
- Deaf Roc Film Fest ( Stati Uniti)
- Seattle Deaf Film Festival ( Stati Uniti)
- Maine Deaf Film Festival ( Stati Uniti)
- Portland Deaf Film Festival ( Stati Uniti)
- Deaf Film Festival ( Stati Uniti)
- International Deaf Film Festival ( Australia)
- Australian Deaf Short Film Festival ( Australia)
- Shanghai International Deaf Film Festival ( Cina)
- Hong Kong International Deaf Film Festival ( Cina)
- Indian International Deaf Film Festival ( India)
- India International Deaf Film Festival ( India)
- Argentina International Deaf Cinema Festival ( Argentina)
- New Zealand Deaf Short Film Festival ( Nuova Zelanda)
- Canadian Deaf Youth Film Festival ( Canada)
- Toronto International Deaf Film and Arts Festival ( Canada)
- Irish Deaf Film Festival ( Irlanda)

## Letteratura
Anche nella letteratura ci sono tante storie che parlano della cultura sorda e di altri aspetti fondamentali.

### Italia
Delle opere letterarie, lo scrittore e psicologo Renato Pigliacampo ne compose vari capolavori. Per quanto riguarda la cultura sorda e la linguistica della LIS abbiamo Il mio cammino verso la comunità sorda di Dario Palazzo del 2014 e Colorami l'anima di Eliana Zambito Marsala del 2017.

### Mondo
Nel 1987, l'autrice Lou Ann Walker, pubblicò A Loss for Words: The Story of Deafness in a Family. Si tratta di un romanzo a tema di carattere sociale con una storia che si incentra sui CODA, ossia sui figli non sordi in una famiglia dei sordi.
Emmanuelle Laborit pubblica Il grido del gabbiano del 1993. Racconta la vita di un personaggio nato sordo che si figura come un gabbiano a cui grida più volte nonostante la crisi dell'identità sorda con il tempo impara la lingua dei segni francese e la cultura dei sordi che però sono negate.
Il libro più famoso è La lunga vita di Marianna Ucrìa di Dacia Maraini del 1990. Parla di un personaggio storico, Marianna Ucrìa, che era nata sorda fin dalla nascita.

## Musica
Si può cantare in lingua dei segni attraverso l'uso del proprio corpo per segnare in modo artistico.

Mentre il canto sonoro utilizza note e toni, quello in lingua dei segni si basa sulle mani, sul corpo e sulle espressioni facciali dell'esecutore.
Le persone sorde sono in grado possono percepire la musica delle canzoni attraverso le vibrazioni da essa prodotte.
Testo delle canzoni ed effetti canori, che non sono dalle persone non udenti percettibili, vengono sostituiti da movimenti artistici del corpo che trasmettono emozioni, e una traduzione in lingua dei segni segnata attraverso le mani.